# Minh Hưng (xã)
Minh Hưng là một xã thuộc huyện Bù Đăng, tỉnh Bình Phước, Việt Nam.
Xã Minh Hưng có diện tích 60,82 km², dân số năm 2008 là 8.676 người, mật độ dân số đạt 143 người/km². Xã Minh Hưng là khu vực đang phát triển của huyện Bù Đăng.